# Гозд (Тржич)
Гозд (словен. Gozd) — поселення в общині Тржич, Горенський регіон, Словенія. Висота над рівнем моря: 890,4 м.